# Visgo
O visgo (Chamaecrista hispidula (Vahl) H.S.Irwin & Barneby) é um arbusto da família das leguminosas, subfamília cesalpinioídea, nativo das Guianas e Brasil, sendo encontrado do estado do Amazonas ao de Mato Grosso do Sul. Tal arbusto possui uma resina viscosa, de folhas com quatro folíolos membranáceos, flores amarelas, em inflorescências terminais e laxifloras, e vagens setosas.